# Éj anyánk
Az Éj anyánk Kurt Vonnegut amerikai író regénye, amely először 1961-ben jelent meg. A könyv címe Goethe Faustjából származik.
A könyv egy amerikainak, Howard W. Campbellnek a kitalált memoárja, aki 11 éves korában, 1923-ban költözött Németországba, nem sokkal az első világháború után. Később Campbell közismert drámaíró és náci propagandista lett. Ő maga a regény narrátora. A történet azzal kezdődik, hogy Campbell éppen visszaemlékezéseit írja egy izraeli börtönben, ahol háborús bűntettei miatt ül, és vár az ítéletre. Howard W. Campbell Vonnegut egy másik regényében, Az ötös számú vágóhídban is megjelenik.

## Cselekmény

### Németország a második világháború előtt
Hitler 1933-as hatalomra jutása után, a náci szervezkedés alatt, Campbell úgy dönt, hogy Németországban marad, annak ellenére, hogy a szülei elhagyják az országot. Továbbra is színdarabokat ír, olyan társaságokban, ahol a tagok a náci párt tagjai. Mivel kellően árja szülőktől származik, Campbell névlegesen a nácikhoz csatlakozik. Politikailag valójában egyáltalán nem motivált, csak a művészete és Helga, a felesége érdekli, aki minden színdarabjában szerepet kap.
A könyv első része azzal ér véget, hogy miközben Campbell a berlini állatkert egyik padján üldögél, megkörnyékezi egy ügynök. Frank Wirtanen, az USA háborús intézetétől azt kéri tőle, hogy kémkedjen az amerikaiaknak az elkövetkezendő háború alatt. Campbell rögtön visszautasítja az ajánlatot, ám Wirtanen ragaszkodik ahhoz, hogy legalább gondolja végig, majd közli, hogy Campbell válaszát onnan fogják tudni, hogy miként cselekszik, amikor az USA és Németország között kitör a háború.

### Németország a második világháborúban és utána
Amint elkezdődik a második világháború, Cambell egyre feljebb jut a ranglétrán Joseph Goebbels propagandaszervezetében, amíg ő nem lesz a „hangja” azoknak a műsoroknak, amelyekben amerikaiakat győznek meg arról, hogy szimpatizáljanak a nácikkal. Így a kémkedés a következőképpen zajlik: amikor az üzeneteket közvetíti Campbell, akkor kódolt jeleket is küld köhögéssel, hosszú szünetekkel stb., az Stratégiai Szolgáltatások Hivatalának, a CIA elődjének. Erről a németeknek fogalmuk sincsen. Eközben Campbell (egy kivételtől eltekintve) soha nem tudja, hogy mi áll az üzenetben.
Nagyjából a háború felénél Helga a keleti frontra utazik, hogy ott szórakoztassa a német katonákat. Campbell teljesen magába zuhan, amikor meghallja, hogy az állomást, ahol a felesége volt, lerohanták, és valószínűleg meghalt. (Később Wirtanen elmondja Campbellnek, hogy a felesége valószínűleg meghalt, és erről már tudósított is Campbell a titkos üzenetekben.) Pont mielőtt a vörös hadsereg megszállná Berlint, Campbell meglátogatja Helga szüleit még utoljára. Apósa, a berlini rendőrfőkapitány elmondja Campbellnek, hogy sohasem kedvelte őt, és mindig is azt gondolta, hogy ő egy kém. Ugyanakkor kémkedési tevékenysége ellenére jobban szolgálta a náci Németországot, mint a másik oldalt valaha is. Ekkor találkozik Campbell Helga húgával, Resivel, és ennek az emléke még évek múltán is aktívan él benne.
Végül az amerikai erők elfogják Campbellt, de Wirtanen segítségével sikerül New Yorkba emigrálnia, a visszaemlékezések következő helyszínére.

### New York
New Yorkban Campbell magányos, visszafogott életet él. Egyedül felesége emléke tartja életben, és a kíváncsiság, hogy mi lesz majd a saját sorsa. Az egyetlen barátja George Kraft, hasonlóan magányos szomszédja, aki éppenséggel egy szovjet titkos ügynök, és megpróbálja Campbellt Moszkvába csalni azzal, hogy nyilvánosság elé tárja azt a tényt, hogy Campbell csak a második világháború vége óta él csak New Yorkban.
Egy fehér felsőbbrendűségi szervezet tudtára jut, hogy Amerikában van Campbell, és őt teszik meg szónoknak, hogy beszéljen az újoncoknak arról, hogy mi az „igazi amerikai hazafiság”. A szervezet vezetője, egy Lionel Jones nevű fogorvos egyszer csak felbukkan Campbell háza előtt egy nővel, aki azt állítja magáról, hogy ő Helga, életben van, és még mindig ugyanúgy szereti. Campbell életkedve évek óta először tér vissza, és később is megmarad annak ellenére, hogy „Helgáról” kiderül, hogy ő valójában Resi, Helga húga. Együtt azt tervezik, hogy Mexikóvárosba szöknek Jones egyik fasiszta gyűlése után.
Ekkor megjelenik Wirtanen, hogy figyelmeztesse Campbellt Kraft tervéről, és arról, hogy Resi is benne van. Campbel megtört szívvel elhatározza, hogy leleplezi kettőjüket. Resi viszont azt állítja, hogy tényleg szereti őt. Az FBI razziát tart a gyűlésen és elkapják Campbellt, Resi pedig ciánkapszulával öngyilkosságot követ el. Wirtanen ismételten beveti kapcsolatait, hogy kiszabadítsa. Mégis, amikor Campbell hazatér, rájön, hogy nincs értelme az életének többé, így feladja magát az izraeli hatóságoknál, hogy ott ítélkezzenek rajta.

### Izrael
A könyv úgy ér véget, ahogy elkezdődött, Campbell ül a cellájában, és vár az ítéletre. Véletlenül találkozik Adolf Eichmann-nal, és tanácsokat ad neki, hogyan írja meg az önéletrajzát. Ezután átszállítják egy másik cellába, ahol tovább várja az ítélethirdetést. A könyv legvégén Campbell csatol egy levelet a könyvhöz. A levelet Wirtanen írta, hogy biztosítsa Campbellt arról, hogy a második világháború idején amerikai kémként tevékenykedett, és Wirtanen tanúskodni is fog mellette. Ahelyett, hogy megkönnyebbülne, Campbell „hányingert” érez már a szabadság gondolatától is, mivel már semmit sem tudna élvezni az életben. Az utolsó sorokban leírja, hogy fel fogja akasztani magát, nem az emberiség elleni bűntetteiért, hanem a saját magával szemben elkövetettekért.

### „A történet tanulsága”
„Ez az egyetlen történetem, amelynek tudom a tanulságát. Nem gondolom, hogy valami világraszóló nagy tanulság, de legalább ennek tudom…
”. Vonnegut „így megy ez” nemtörődömsége már a bevezetőben előkerül. A történet tanulsága később és folyamatosan megjelenik az Éj anyánkban. Vonnegut periodikusan elmondja a következő „tanulságot”: „Azok vagyunk, aminek kiadjuk magunkat, így hát vigyáznunk kell, minek adjuk ki magunkat.” Vonnegut még a következő megállapítást fűzi ehhez a tanulsághoz: „aki meghal, az halott.” A szerző ezután szünetet tart, és a következőt írja: „És egy újabb tanulság jut eszembe: Szeretkezz, amikor lehet. Jót tesz az embernek.”

## Irodalmi eszköztár
A regény során Vonnegut a metafikció eszközét használja ahhoz, hogy magára a szövegre hívja fel a figyelmet. Az író történelmi dokumentumként kezeli a regényt. A bevezetőben Vonnegut Campbell írásairól azt nyilatkozza, hogy egy meglévő kéziratot ír át a nagyközönség számára.
A metafikció ugyanakkor alkalmazható Vonnegut karakterjellemzésére és karakterfejlődésére. Szemben az általános „mutasd, ne mondd” szabállyal, a szerző majdnem a mindentudó szemszögéből írja le szereplőit, például „A neve Andor Gutman. Andor egy álmodozó, nem túl eszes észt zsidó. Két évet töltött az auschwitzi koncentrációs táborban. A saját tohonya jelleméből adódóan, majdnem füstfelhőként szállt fel az ottani krematóriumból.”
Míg az efféle dekonstrukcionalizmus kevésbé jellemző az Éj anyánkban, addig többi prózai művében, sokkal markánsabban jelen van. Ez nagyban a fentebb említett metafikció alkalmazásának köszönhető. Vonnegutnak szinte védjegyévé vált az „így megy ez” hozzáállás, amivel egyfajta metamoralitást teremtett prózájának disszociatív, kitaszított hangvételével.

## Magyarul
- Éj anyánk; ford. Békés András, versford. Tótfalusi István; Maecenas, Bp., 1990
- Éj anyánk / Mother night; ford. Békés András, versford. Tótfalusi István; kétnyelvű kiad.; Maecenas, Bp., 2012
- Éj anyánk; ford. Békés András, versford. Tótfalusi István, utószó Szántó György Tibor; Helikon, Bp., 2016

## Adaptációk
Az Éj anyánk című filmet 1996-ban mutatták be, amelyben Nick Nolte játssza Campbellt, Sheryl Lee pedig Helgát és Resit, Alan Arkin Kraftot, John Goodman Wirtanent alakítja. 2009-ben az Audible.com készített egy hangoskönyvet az Éj anyánkból a Modern Élcsapat hangoskönyvek sorozatban, Victor Bevine felolvasásában.

## Fordítás
- Ez a szócikk részben vagy egészben  a   Mother_Night című angol Wikipédia-szócikk ezen változatának fordításán alapul.  Az eredeti cikk szerkesztőit annak laptörténete sorolja fel. Ez a jelzés csupán a megfogalmazás eredetét és a szerzői jogokat jelzi, nem szolgál a cikkben szereplő információk forrásmegjelöléseként.